# Donja Lovnica (Rožaje)
Pour les articles homonymes, voir Donja Lovnica.
Donja Lovnica (en serbe cyrillique : Доња Ловница) est un village du nord-est du Monténégro, dans la municipalité de Rožaje.

## Démographie

### Évolution historique de la population
| 1948 | 1953 | 1961 | 1971 | 1981 | 1991 | 2003 |
| ---- | ---- | ---- | ---- | ---- | ---- | ---- |
| 471  | 553  | 669  | 690  | 752  | 858  | 762  |